# Марк Клавдий Глиция
Марк Кла́вдий Глици́я (лат. Marcus Claudius C. f. Glicia или Glycias; умер, предположительно, в 236 году до н. э.) — древнеримский военный деятель из патрицианского рода Клавдиев, диктатор 249 года до н. э. Сын вольноотпущенника.

## Биография
После поражения римского флота под командованием Публия Клавдия Пульхра в битве с карфагенянами при Дрепане, консул был отозван в Рим, где назначил Марка Клавдия Глицию диктатором «для ведения войны» (лат. rei gerundae causa). Это назначение было немедленно отменено, но Глиция успел выбрать своего начальника конницы (лат. magister equitum).
Позорная отмена назначения не помешала Марку Клавдию присутствовать на играх одетым в претексту (окаймлённую пурпуром тогу).
В 236 году до н. э. Глиция был легатом при консуле Гае Лицинии Варе и понёс наказание за несанкционированное заключение договора с корсами: был выслан на Корсику, откуда вернулся невредимым, после чего, по разным данным, был заключён в тюрьму, изгнан или казнён.
Вильгельм Друманн предположил, что это был не Марк Клавдий Глиция, как это принято считать, а Марк Клавдий Марцелл.
В некоторых источниках этот легат отождествляется с неким лат. Marcus Claudius Clineas.